# Chailly-en-Bière
Chailly-en-Bière és un municipi francès, situat al departament del Sena i Marne i a la regió d'Illa de França. L'any 2007 tenia 2.144 habitants.
Forma part del cantó de Fontainebleau, del districte de Fontainebleau i de la Comunitat d'aglomeració del Pays de Fontainebleau.

## Demografia

### Població
El 2007 la població de fet de Chailly-en-Bière era de 2.144 persones. Hi havia 770 famílies, de les quals 159 eren unipersonals (67 homes vivint sols i 92 dones vivint soles), 240 parelles sense fills, 310 parelles amb fills i 61 famílies monoparentals amb fills.
La població ha evolucionat segons el següent gràfic:
Habitants censats

### Habitatges
El 2007 hi havia 897 habitatges, 801 eren l'habitatge principal de la família, 50 eren segones residències i 46 estaven desocupats. 786 eren cases i 97 eren apartaments. Dels 801 habitatges principals, 628 estaven ocupats pels seus propietaris, 157 estaven llogats i ocupats pels llogaters i 15 estaven cedits a títol gratuït; 18 tenien una cambra, 63 en tenien dues, 108 en tenien tres, 148 en tenien quatre i 464 en tenien cinc o més. 637 habitatges disposaven pel capbaix d'una plaça de pàrquing. A 303 habitatges hi havia un automòbil i a 451 n'hi havia dos o més.

### Piràmide de població
La piràmide de població per edats i sexe el 2009 era:
| Homes | Edats   | Dones |
| ----- | ------- | ----- |
| 0     | 95 o +  | 0     |
| 0     | 90 a 94 | 12    |
| 4     | 85 a 89 | 12    |
| 4     | 80 a 84 | 0     |
| 32    | 75 a 79 | 24    |
| 40    | 70 a 74 | 52    |
| 44    | 65 a 69 | 56    |
| 44    | 60 a 64 | 48    |
| 64    | 55 a 59 | 60    |
| 96    | 50 a 54 | 56    |
| 72    | 45 a 49 | 100   |
| 108   | 40 a 44 | 84    |
| 80    | 35 a 39 | 100   |
| 92    | 30 a 34 | 56    |
| 60    | 25 a 29 | 48    |
| 44    | 20 a 24 | 36    |
| 77    | 15 a 19 | 96    |
| 92    | 10 a 14 | 60    |
| 104   | 5 a 9   | 60    |
| 76    | 0 a 4   | 56    |

## Economia
El 2007 la població en edat de treballar era de 1.442 persones, 1.018 eren actives i 424 eren inactives. De les 1.018 persones actives 948 estaven ocupades (516 homes i 432 dones) i 69 estaven aturades (39 homes i 30 dones). De les 424 persones inactives 139 estaven jubilades, 151 estaven estudiant i 134 estaven classificades com a «altres inactius».

### Ingressos
El 2009 a Chailly-en-Bière hi havia 777 unitats fiscals que integraven 2.058 persones, la mediana anual d'ingressos fiscals per persona era de 23.632 €.

### Activitats econòmiques
Dels 103 establiments que hi havia el 2007, 1 era d'una empresa alimentària, 1 d'una empresa de fabricació de material elèctric, 5 d'empreses de fabricació d'altres productes industrials, 15 d'empreses de construcció, 22 d'empreses de comerç i reparació d'automòbils, 5 d'empreses de transport, 8 d'empreses d'hostatgeria i restauració, 3 d'empreses d'informació i comunicació, 2 d'empreses financeres, 5 d'empreses immobiliàries, 15 d'empreses de serveis, 13 d'entitats de l'administració pública i 8 d'empreses classificades com a «altres activitats de serveis».
Dels 26 establiments de servei als particulars que hi havia el 2009, 1 era una oficina de correu, 2 tallers de reparació d'automòbils i de material agrícola, 1 establiment de lloguer de cotxes, 4 paletes, 1 guixaire pintor, 3 fusteries, 1 lampisteria, 3 electricistes, 1 perruqueria, 1 veterinari, 4 restaurants, 2 agències immobiliàries i 2 salons de bellesa.
Dels 3 establiments comercials que hi havia el 2009, 1 era una botiga de més de 120 m², 1 una botiga de menys de 120 m² i 1 una botiga d'electrodomèstics.
L'any 2000 a Chailly-en-Bière hi havia 13 explotacions agrícoles.

## Equipaments sanitaris i escolars
El 2009 hi havia 1 hospital de tractaments de mitja durada (seguiment i rehabilitació), 1 farmàcia i 1 ambulància.
El 2009 hi havia 1 escola maternal i 1 escola elemental.

## Poblacions més properes
El següent diagrama mostra les poblacions més properes.